# 기윤숙
기윤숙(奇允肅, ? ~ 1257년 4월 27일)은 고려 중기의 관료이다. 본관은 행주(幸州). 벼슬은 문하시랑평장사(門下侍郞平章事)에 이르렀다. 시호는 강정(康靖)이다.

## 생애
성품이 사치스럽고 호협(豪俠)을 일삼아, 최충헌(崔忠獻)에게 아부하여 갑자기 상장군(上將軍)에 임명되었고, 양성(兩省)의 관직을 역임하였다. 일찍이 황의(黃衣)를 입고 길을 비키라고 고함을 치며 기생집[倡家]에 드나들어서, 길에서 손가락질과 비웃음을 샀다.
1232년(고종 19년) 몽골군이 철수할 때 대장군(大將軍)으로서 위로하고 전송하였다.
1255년(고종 42년) 음력 12월 27일(양력 1256년 1월 26일) 문하시랑 동중서문하평장사(門下侍郞 同中書門下平章事)에 올랐다.
벼슬은 문하시랑평장사(門下侍郞平章事)에 이르렀으며, 1257년(고종 44년) 음력 4월 12일(양력 4월 27일)에 졸(卒)하였다. 시호는 강정(康靖)이다.

## 가족
증손자는 기자오(奇子敖)이고, 현손은 기철(奇轍)과 기황후(奇皇后)이다.